# Drosophila pinicola
Drosophila pinicola is een vliegensoort uit de familie van de fruitvliegen (Drosophilidae). De wetenschappelijke naam van de soort werd voor het eerst geldig gepubliceerd in 1942 door Alfred Sturtevant.